# Dècada del 590
La dècada del 590 comprèn el període que va des de l'1 de gener del 590 fins al 31 de desembre del 599.

## Esdeveniments
- Conversió de nobles anglesos al cristianisme
- Calendari àrab

## Personatges destacats
- Gregori I